# Coupe Gambardella 2003-2004
Navigation
Édition précédente Édition suivante
La coupe Gambardella 2003-2004 est la 50e édition de l'épreuve organisée par la Fédération française de football et ses ligues régionales. La compétition est ouverte aux équipes de football de jeunes dans la catégorie des 18 ans.
Ce sont 2 476 clubs qui participent à cette édition de la coupe Gambardella. La compétition comprend une première phase régionale suivi d'une phase nationale comportant huit tours. Les clubs du championnat national 18 ans, qui est composé de quatre groupes de 14 équipes, rentrent en lice en 64e de finale. Les clubs issus des divisions d'honneur régionale sont indiqués par (2), les clubs de niveau district par (3).
Le vainqueur de l'édition 2002-2003, le Stade rennais est sorti de la coupe Gambardella au stade des quarts de finale. La finale est remportée par le Mans UC 72 face au Nîmes Olympique.

## Trente-deuxièmes de finale
Le tirage au sort des 32e de finale de l'épreuve est effectué le 22 janvier 2004. Les matchs se déroulent le week-end des 14 et 15 février 2004 sur le terrain du club premier nommé,.
| Équipe 1                    | Résultat | Équipe 2               | T.a.b. |
| --------------------------- | -------- | ---------------------- | ------ |
| FC Istres                   | 1-3      | AS Monaco              |        |
| FC Les Lilas (2)            | 0-2      | EA Guingamp            |        |
| Besançon RC (2)             | 0-2      | ES Troyes AC           |        |
| OGC Nice                    | 0-1      | Nîmes Olympique        |        |
| Red Star 93 (2)             | 1-4      | RC Strasbourg          |        |
| Olympique Saumur (2)        | 0-4      | Le Havre AC            |        |
| CSO Amnéville (2)           | 0-2      | AJ Auxerre             |        |
| FC Sochaux                  | 0-0      | AS Nancy               | 3-4    |
| FC Gueugnon                 | 1-1      | Paris SG               | 2-1    |
| Dijon FCO (2)               | 1-3      | CS Sedan               |        |
| RC Épernay (2)              | 4-2      | (2) FC Sarrebourg      |        |
| ASP Vauban Strasbourg (2)   | 6-1      | Racing CF 92           |        |
| AS Saint-Étienne            | 4-2      | Grenoble Foot          |        |
| FC Bourg-Péronnas (2)       | 3-0      | FC Martigues           |        |
| FC Sète (2)                 | 0-1      | (2) US Le Pontet       |        |
| Olympique lyonnais          | 0-2      | ASOA Valence           |        |
| Annecy FC (2)               | 2-0      | Olympique Marseille    |        |
| SO Cholet (2)               | 1-1      | LB Châteauroux         | 2-4    |
| Le Mans UC 72               | 5-0      | Limoges FC             |        |
| US Castanet (2)             | 0-3      | Toulouse FC            |        |
| Thouars Foot 79 (2)         | 4-2      | (2) Jeunesse Villenave |        |
| FC Lorient                  | 3-0      | Chamois niortais FC    |        |
| ES Trélazé (3)              | 3-2      | (2) SO Romorantin      |        |
| RC La Flèche (2)            | 0-6      | FC Nantes              |        |
| Angers SCO                  | 0-0      | Girondins de Bordeaux  | 3-5    |
| AC Boulogne-Billancourt (2) | 2-2      | (2) CS Caudebec        | 6-5    |
| Stade béthunois FC (2)      | 1-1      | (2) FC Sens            | 1-3    |
| FC Rouen                    | 0-2      | Lille OSC              |        |
| SM Caen                     | 2-2      | RC Lens                | 4-5    |
| US Lesquin (2)              | 1-5      | Stade lavallois        |        |
| Amiens SCF                  | 2-2      | Stade rennais          | 2-3    |
| Sporting Toulon (2)         | 0-0      | Montpellier HSC        | 2-4    |

## Seizièmes de finale
Les 16e de finale de l'épreuve ont lieu le week-end des 6 et 7 mars 2004 sur le terrain du club premier nommé. Le tirage est effectué par Luc Sonor, finaliste de l'épreuve en 1980 et vainqueur en 1981,,.
| Équipe 1                  | Résultat | Équipe 2                    | T.a.b. |
| ------------------------- | -------- | --------------------------- | ------ |
| ES Troyes AC              | 1-2      | AJ Auxerre                  |        |
| AS Saint-Étienne          | 1-1      | ASOA Valence                | 6-7    |
| ASP Vauban Strasbourg (2) | 1-4      | RC Lens                     |        |
| Annecy FC (2)             | 1-7      | Toulouse FC                 |        |
| AS Nancy                  | 3-2      | RC Strasbourg               |        |
| Girondins de Bordeaux     | 0-0      | Le Havre AC                 | 4-3    |
| RC Épernay (2)            | 3-6      | CS Sedan                    |        |
| Stade lavallois           | 1-3      | FC Nantes                   |        |
| FC Sens (2)               | 0-5      | LOSC Lille Métropole        |        |
| Le Mans UC 72             | 2-1      | LB Châteauroux              |        |
| FC Gueugnon               | 0-1      | AS Monaco                   |        |
| FC Lorient                | 2-4      | Stade rennais               |        |
| FC Bourg-Péronnas (2)     | 0-3      | Montpellier HSC             |        |
| Thouars Foot 79 (2)       | 0-0      | EA Guingamp                 | 2-4    |
| US Le Pontet (2)          | 1-2      | Nîmes Olympique             |        |
| ES Trélazé (3)            | 1-3      | (2) AC Boulogne-Billancourt |        |

## Huitièmes de finale
Le tirage au sort est effectué par Olivier Rouyer le 9 mars 2004. Les huitièmes de finale ont lieu le mercredi 7 avril 2004 sur le terrain du club premier nommé. Le dernier club évoluant en division d'honneur, l'ACBB, est éliminé à ce stade de la compétition ,,.
| Équipe 1                    | Résultat | Équipe 2              | T.a.b. |
| --------------------------- | -------- | --------------------- | ------ |
| Stade rennais               | 4-1      | LOSC Lille Métropole  |        |
| AS Monaco                   | 2-3      | Nîmes Olympique       |        |
| AC Boulogne-Billancourt (2) | 1-2      | CS Sedan              |        |
| AJ Auxerre                  | 2-0      | Toulouse FC           |        |
| RC Lens                     | 1-0      | FC Nantes             |        |
| ASOA Valence                | 0-0      | Girondins de Bordeaux | 4-5    |
| Le Mans UC 72               | 1-1      | EA Guingamp           | 4-2    |
| AS Nancy                    | 1-0      | Montpellier HSC       |        |

## Quarts de finale
Le tableau des rencontres des quarts de finale et des demi-finales est tiré au sort le 8 avril, les matchs sont joués le mercredi 21 avril,.
| Équipe 1              | Résultat | Équipe 2        | T.a.b. |
| --------------------- | -------- | --------------- | ------ |
| RC Lens               | 0-0      | Nîmes Olympique | 3-5    |
| Stade rennais         | 0-1      | AS Nancy        |        |
| AJ Auxerre            | 0-0      | Le Mans UC 72   | 3-4    |
| Girondins de Bordeaux | 1-1      | CS Sedan        | 6-7    |

## Demi-finale
Les demi-finales se déroulent le 2 mai au stade Siméon Belliard de Bruz ,.
| Équipe 1      | Résultat | Équipe 2        | T.a.b. |
| ------------- | -------- | --------------- | ------ |
| CS Sedan      | 0-2      | Nîmes Olympique |        |
| Le Mans UC 72 | 2-1      | AS Nancy        |        |

## Finale
La finale a lieu au Stade de France le 29 mai 2004 en lever de rideau de la finale de la coupe de France Paris SG-LB Châteauroux. Elle est remportée 2-0 par Le Mans UC 72 devant le Nîmes Olympique.
| Équipe 1        | Résultat | Équipe 2      | T.a.b. |
| --------------- | -------- | ------------- | ------ |
| Nîmes Olympique | 0-2      | Le Mans UC 72 |        |

Il s'agit de la première victoire du Mans UC 72 dans l'épreuve,.
Feuille de match
| 29 mai 2004 | Nîmes Olympique | 0-2 | Le Mans UC 72                                | Stade de France           |                           |
| |                 | (0–0) | Vincent Abbal 51e (csc) · Jérémy Choplin 90e | Arbitrage : Rémi Naudinet | Arbitrage : Rémi Naudinet |
| | Rapport         | |                                              | Arbitrage : Rémi Naudinet | Arbitrage : Rémi Naudinet |
| Yann Hubert – Brice Demontat, Vincent Abbal, Jérémy Matusik (cap) (Stéphan Rastoll 86e ) – Damien Jurado (Hatim Sbaï 82e ), Adil Hermach, Laurent Trentini, Nabil El Zhar, Sébastien Pando – Yedi Zahiri, Quentin Boesso (Marc Fontaine 72e ). · Entraîneur : Olivier Dall'Oglio. | Équipes         | Thibaut Ferrand - Clément Pinault, Damien Bollini, Alex Gomis, Mathieu Servais - Bertrand N'Dzomo, Jérémy Choplin (cap), Mathieu Coutadeur, Martin Douillard (Ludovic Baal 67e ) - Mamadou Samassa (Maël Lépicier 82e ), Yannick Yenga (Guillaume Loriot 78e ). · Entraîneur : Arnaud Cormier. |                                              | Arbitrage : Rémi Naudinet | Arbitrage : Rémi Naudinet |